# Jason Gray-Stanford
Jason Gray-Stanford (ur. 19 maja 1970 w Vancouver) – kanadyjski aktor telewizyjny. Najbardziej znany z serialu Detektyw Monk, gdzie wciela się w postać porucznika Randy'ego Dishera. 

## Życiorys
Ukończył studia na Uniwersytecie Kolumbii Brytyjskiej, na wydziale teatralnym. W 1986 podkładał głos Yusaku Godai do serialu Maison Ikkoku, a potem jako Raditz do filmu Dragon Ball Z (1989) i jako Shinnosuke do angielskiej wersji Ranma ½ (1993). W serialu animowanym Dzielne żółwie: Następna mutacja (1997-1998) użyczył głosu Donatello. 
Zaprzyjaźnił się z Russellem Crowe'em, gdy kręcili film Mystery, Alaska (1999) i pomagał w przygotowaniu podkładów wokalnych na płytę CD Gaslight (1998), wyprodukowaną przez Crowe’a wraz ze swoim zespołem 30 Odd Foot of Grunts. Razem z Crowe’em spotkał się ponownie na planie dramatu biograficznego Rona Howarda Piękny umysł (2001), gdzie zagrał postać Ainsleya. Wspólnie z obsadą tego filmu został nominowany do nagrody Gildii Aktorów Ekranowych za najlepszy filmowy zespół aktorski. W dramacie wojennym Clinta Eastwooda Sztandar chwały (2006) wystąpił jako porucznik Schrier.
Jednak stał się najbardziej znany dzięki serialowi Detektyw Monk (2002–2009), gdzie występował jako porucznik Randy Disher w 121 odcinkach.